# 林愛花
林 愛花（はやし まなか、2004年8月14日 - ）は、兵庫県明石市出身の女子サッカー選手。アメリカ・NWSLのシカゴ・スターズFC所属。ポジションはミッドフィールダー。JFAアカデミー福島12期生。

## 経歴・人物

### ユース
小学校時代は地元明石市のジュニアサッカーチーム、江井島イレブンでプレイしていた。
2017年度第12期生としてJFAアカデミー福島へ入校と同時に福島県立ふたば未来学園中学校（三島長陵校舎）に進学した。
JFAアカデミー最終学年となった2022年には同期の松窪真心、1期下の谷川萌々子、古賀塔子がメンバーとして入ったチームのキャプテンを務め、JFA U-18女子サッカーファイナルズに於いて十文字高等学校を相手に3-2で勝利し、優勝を飾っている。
JFAアカデミー福島を卒校した後、2023年8月に期間限定という形でINAC神戸レオネッサと選手契約を締結した。
2023年12月にアメリカ合衆国のサンタクララ大学進学のため、INAC神戸レオネッサを退団した。

### シニア
2025年1月15日、アメリカ・NWSLのシカゴ・スターズFCへの加入が発表された。契約期間は2027シーズン終了までの3年間。

### 代表
2020年にJFAアカデミー福島の1年先輩の石川璃音、同期の松窪らと共にU-17サッカー日本女子代表候補選手に選出され、トレーニングキャンプにも参加したが､新型コロナウイルスの世界的流行の影響などで国際大会が軒並み中止になったことなどもあり、この年代での国際試合出場経験はない。
2022年8月に行われた2022 FIFA U-20女子ワールドカップ（コスタリカ）では、U-20日本女子代表（監督 池田太）に追加招集されたが、出場機会はなかった。
2024年2月にウズベキスタンで開催されたAFC U20女子アジアカップ2024に出場するU-20日本女子代表（監督 狩野倫久）に選出され、チームキャプテンとしてグループステージ2試合（ベトナム戦、中国戦）と準決勝のオーストラリア戦に先発フル出場を果たした。
同年9月にコロンビアで開催された2024 FIFA U-20女子ワールドカップ代表にも選出された。

## 個人成績

### クラブ
| クラブ             | シーズン | リーグ         | 背番号 | リーグ戦 | リーグ戦 | カップ戦 | カップ戦 | リーグ杯 | リーグ杯 | その他 | その他 | 合計 | 合計 |
| クラブ             | シーズン | リーグ         | 背番号 | 出場     | 得点     | 出場     | 得点     | 出場     | 得点     | 出場   | 得点   | 出場 | 得点 |
| ------------------ | -------- | -------------- | ------ | -------- | -------- | -------- | -------- | -------- | -------- | ------ | ------ | ---- | ---- |
| JFAアカデミー福島  | 2017     | チャレンジWEST | 35     | 0        | 0        | 0        | 0        | —        | —        | —      | —      | 0    | 0    |
| JFAアカデミー福島  | 2018     | チャレンジWEST | 30     | 0        | 0        | 0        | 0        | —        | —        | —      | —      | 0    | 0    |
| JFAアカデミー福島  | 2019     | チャレンジEAST | 23     | 7        | 0        | 2        | 0        | —        | —        | —      | —      | 9    | 0    |
| JFAアカデミー福島  | 2020     | チャレンジEAST | 16     | 8        | 0        | 1        | 0        | —        | —        | —      | —      | 9    | 0    |
| JFAアカデミー福島  | 2021     | なでしこ2部    | 7      | 12       | 2        | 2        | 0        | —        | —        | —      | —      | 14   | 2    |
| JFAアカデミー福島  | 2022     | なでしこ2部    | 6      | 12       | 1        | 0        | 0        | —        | —        | —      | —      | 12   | 1    |
| JFAアカデミー福島  | 通算     |                |        |          |          |          |          |          |          |        |        |      |      |
| INAC神戸レオネッサ | 2023-24  | WE             | 19     | 2        | 0        | 1        | 0        | 4        | 1        | —      | —      | 7    | 1    |
| シカゴ・スターズFC | 2025     | NWSL           | 16     |          |          | —        | —        | —        | —        | -      | -      |      |      |
| 総通算             | 総通算   | 総通算         | 総通算 | 41       | 3        | 6        | 0        | 4        | 1        | 0      | 0      | 51   | 4    |

- 日本女子サッカーリーグ
  - 初出場 - 2019年5月12日 チャレンジリーグEAST 第5節 新潟医療福祉大学女子サッカー部戦 (新発田市五十公野公園陸上競技場)[12]
  - 初得点 - 2021年4月11日 なでしこリーグ2部 第1節 岡山湯郷Belle戦 (時之栖スポーツセンター裾野グラウンド天然芝)[12]

- WEリーグ
  - 初出場 - 2023年11月18日 第2節 マイナビ仙台レディース戦 (ユアテックスタジアム仙台)[13]

- ナショナル・ウィメンズ・サッカーリーグ
  - 初出場 - 2025年3月15日 第1節 オーランド・プライド戦 (インター&コ・スタジアム)

### 代表

#### 主な選出歴
- U-20日本女子代表
  - 2022年 - FIFA U-20女子ワールドカップ （準優勝）
  - 2024年 - FIFA U-20女子ワールドカップ